# Giovanni van Bronckhorst
Giovanni Christiaan van Bronckhorst (* 5. února 1975 Rotterdam, Nizozemsko) je trenér nizozemského prvoligového klubu Feyenoord a bývalý fotbalový obránce či záložník. Fotbalovým fanouškům je znám i pod přezdívkou Gio. Po skončení aktivní hráčské kariéry se stal trenérem.

## Klubová kariéra

### Glasgow Rangers
Po Mistrovství světa ve fotbale 1998 ve Francii si jej vyhlédl Dick Advocaat, trenér skotského prvoligového týmu Rangers FC, a přivedl jej z Rotterdamu za 5,25 miliónů liber. Jeho debut byl pozoruhodný, ihned ve svém prvním zápase vstřelil branku. Za své působení u Rangers vsítil celkem třináct gólů, a i proto si jej vyhlédl pro své další služby anglický Arsenal.

### Arsenal
V roce 2001 přestoupil ze Skotska do londýnského Arsenalu. Přestupní částka činila okolo 7,5 miliónů liber. Dne 23. února 2002 se v zápase proti Fulhamu vážně zranil – přetrhl si kolenní křížový vaz – a nehrál přes osm měsíců. Vrátil se až na začátku listopadu v zápase poháru proti Sunderlandu. Po svém návratu již nedostával tolik příležitostí v základní sestavě. O jeho služby tak projevily zájem jiné kluby, např. nizozemský PSV Eindhoven.

### FC Barcelona
V létě roku 2003 odešel kvůli své nevytíženosti na hostování do španělského velkoklubu FC Barcelona. Zde se mu podařilo prosadit do základní sestavy a na začátku sezóny 2004/05 přestoupil do katalánského klubu natrvalo, když podepsal tříletý kontrakt. Stal se součástí transferu za Francesca Fabregase, který odešel z Barcelony do Arsenalu, van Brockhorst mířil opačným směrem.
V Barceloně už tehdy působil Frank Rijkaard, van Bronckhorstův krajan a možná i díky tomu si získal jeho důvěru. Gio dostal novou roli, jeho úkolem bylo hrát na levé straně obrany. Tam se mu začalo velmi dobře dařit a za jeho výkony jej španělští fanoušci začali opěvovat. Novináři mu posléze přiřkli po vzoru jiných fotbalistů zkrácení jména na Gio, které se uchytilo a nosil jej i na dresu.
V letním přestupovém termínu 2007 se vrátil zpět do své vlasti, s tím, že ve Feyenoordu hodlá zakončit svou profesionální kariéru.

## Reprezentační kariéra
Svůj reprezentační debut absolvoval van Bronckhorst 31. srpna 1996 v přátelském utkání v Amsterdamu proti Brazílii (remíza 2:2). Za dobu u národního týmu Nizozemska byl na třech světových šampionátech (MS 1998 ve Francii, MS 2006 v Německu a MS 2010 v Jihoafrické republice) a na třech mistrovstvích Evropy (EURO 2000, EURO 2004, EURO 2008).
Na mistrovství světa ve fotbale 2006 v Německu byl v divokém osmifinálovém zápase proti Portugalsku vyloučen. Toto vyloučení bylo už pouze jakousi pomyslnou tečkou za tímto zápasem, ve kterém padlo rekordních 16 žlutých a 4 červené karty.
Televizním kamerám se nejvíce zamlouval závěrečný obrázek, kde seděl van Bronckhorst společně s dalším vyloučeným Decem na schůdcích a nerušeně debatovali.
Celkem odehrál v letech 1996–2010 za nizozemský národní tým 106 zápasů a vstřelil 6 branek.

## Statistiky

### Reprezentační
| Národní tým | Rok     | Zápasy | Góly |
| ----------- | ------- | ------ | ---- |
| Nizozemsko  | 1996    | 3      | 0    |
| Nizozemsko  | 1997    | 4      | 1    |
| Nizozemsko  | 1998    | 1      | 0    |
| Nizozemsko  | 1999    | 6      | 0    |
| Nizozemsko  | 2000    | 7      | 1    |
| Nizozemsko  | 2001    | 4      | 0    |
| Nizozemsko  | 2002    | 1      | 0    |
| Nizozemsko  | 2003    | 6      | 1    |
| Nizozemsko  | 2004    | 13     | 0    |
| Nizozemsko  | 2005    | 9      | 0    |
| Nizozemsko  | 2006    | 9      | 0    |
| Nizozemsko  | 2007    | 10     | 1    |
| Nizozemsko  | 2008    | 14     | 1    |
| Nizozemsko  | 2009    | 9      | 0    |
| Nizozemsko  | 2010    | 10     | 1    |
| Celkově     | Celkově | 106    | 6    |

#### Reprezentační góly
Skóre a výsledky Nizozemska jsou vždy zapsány jako první. Góly Giovanniho van Bronckhorsta jsou zvýrazněny.
| Gól | Datum            | Místo                               | Soupeř                | Skóre | Výsledek | Soutěž                                            |
| --- | ---------------- | ----------------------------------- | --------------------- | ----- | -------- | ------------------------------------------------- |
| 1.  | 4. června 1997   | Johannesburg, Jihoafrická republika | Jihoafrická republika | 1:0   | 2:0      | Přátelský zápas                                   |
| 2.  | 2. září 2000     | Amsterdam, Nizozemsko               | Irsko                 | 2:2   | 2:2      | Kvalifikace na Mistrovství světa ve fotbale 2002  |
| 3.  | 12. února 2003   | Amsterdam, Nizozemsko               | Argentina             | 1:0   | 1:0      | Přátelský zápas                                   |
| 4.  | 28. března 2007  | Celje, Slovinsko                    | Slovinsko             | 1:0   | 1:0      | Kvalifikace na Mistrovství Evropy ve fotbale 2008 |
| 5.  | 9. června 2008   | Bern, Švýcarsko                     | Itálie                | 3:0   | 3:0      | Mistrovství Evropy ve fotbale 2008                |
| 6.  | 6. července 2010 | Kapské Město, Jihoafrická republika | Uruguay               | 1:0   | 3:2      | Mistrovství světa ve fotbale 2010                 |